# Kameničná (districte d'Ústí nad Orlicí)
Kameničná  és un municipi i poble del districte d'Ústí nad Orlicí a la regió de Pardubice de la República Txeca. Es troba a uns 17 quilòmetres al nord d'Ústí nad Orlicí, 48 km a l'est de Pardubice i 145 km a l'est de Praga.